# 高橋東悟
高橋 東悟（たかはし とうご、1961年10月22日 - 2012年1月4日）は、日本の現代音楽の作曲家。

## 経歴
新潟県新発田市出身。尚美学園高等音楽院（現・東京ミュージック&メディアアーツ尚美）本科を中退後、武蔵野音楽大学音楽学部作曲科卒業。
これまでに作曲を嶋津武仁、田辺恒弥、田村徹、山崎正嗣に師事。
通算3度にわたる日本音楽コンクールの入賞・入選など多くの受賞歴を持ち、代表作の一つである『言霊・彼方なる淵より… ― for orchestra』（2000年）は、Asian Contemporary Music Festival in Seoul（2002年）にて再演されている。
1998年に作曲家集団グループNEXTを結成し、亡くなるまで代表者などを務めた。
2012年1月4日、心筋梗塞により新潟県新発田市で死去（享年50）。

## 作風
初期の作品は、「Position」などに見受けられる非常に息の長い線的な素材が主体となっており、特に線と線の絡み合いに重点が置かれていた。
しかし、弦楽四重奏のための「From the Confusion」あたりから同音連打、グリッサンドやポルタメントの多用、アクセントのずれ、不規則なリズムの挿入など、以前には見られなかった素材を使うようになった。特に晩年のピアノ曲では、細かいリズムの多用と音数の多い和音によるドローンの対比などやや線的な書法は後退しつつあるが、音の選び方に対する慎重な姿勢は残っており、その丁寧な仕事は作品に反映されている。

## 主要作品
- 回遊―回帰「ヴァイオリンとオーケストラのための」（1996年） - 第65回日本音楽コンクール作曲部門入選
- Position―「独奏的立場をもつViolaと弦楽四重奏のための」（1997年） - 第66回日本音楽コンクール作曲部門第3位
- In The Tides（1998年） - 第3回東京国際室内楽作曲コンクール第1位
- 言霊・彼方なる淵より… ― for orchestra（2000年） - 第69回日本音楽コンクール入選
- 戻ることのない道－弦楽四重奏のための（2003年）
- 道標遊離－for piano solo（2006年）